# Cocquio Trevisago

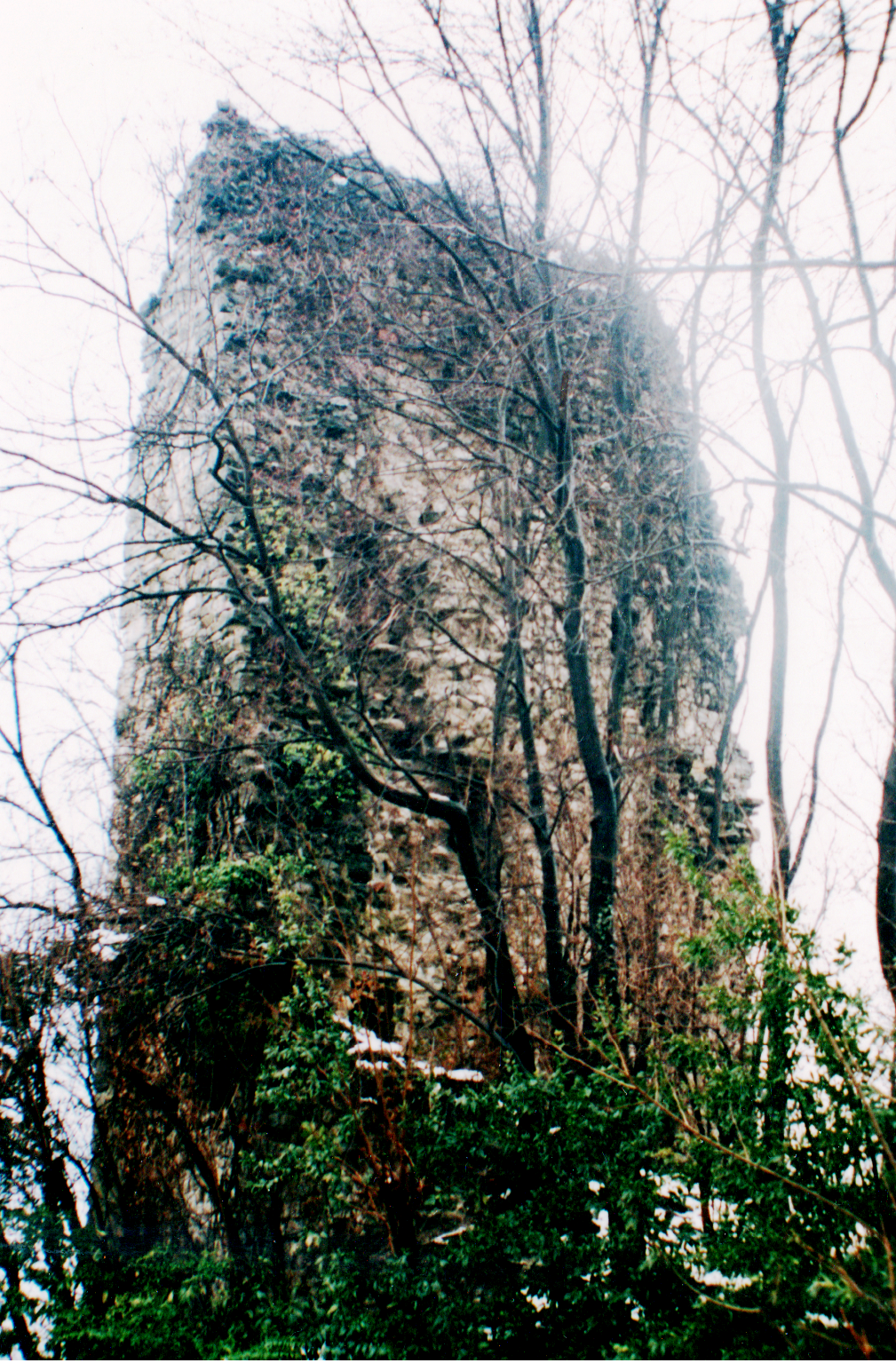
Turm vom Trevisago

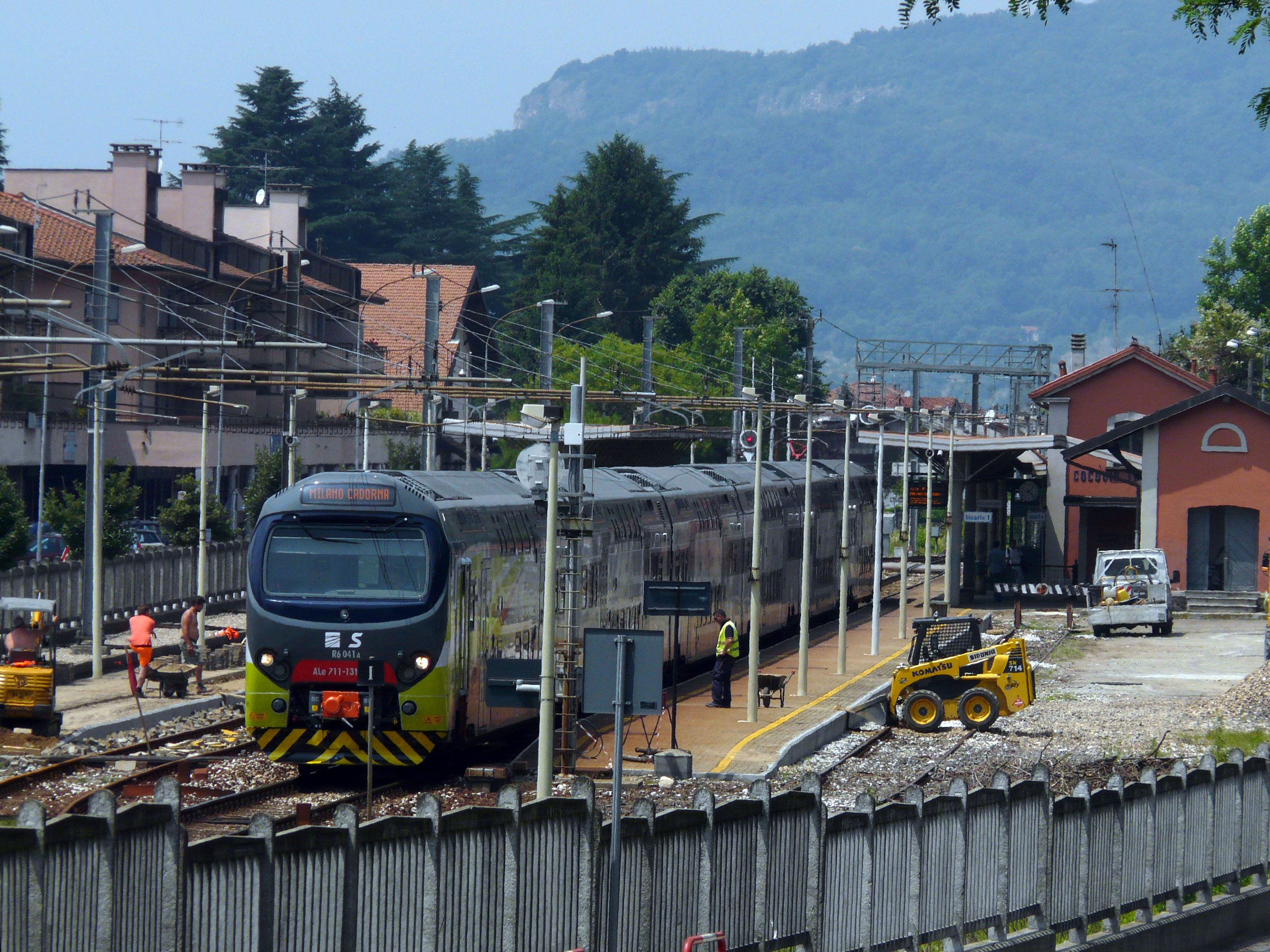
Bahnhof Cocquio Trevisago

Cocquio Trevisago ist eine italienische Gemeinde (comune) in der Provinz Varese in der Region Lombardei.

## Geographie
Die Gemeinde liegt etwa 10,5 Kilometer nordwestlich von Varese und bedeckt eine Fläche von 9,56 km². Zu Cocquio Trevisago gehören die Fraktionen Caldana, Cerro di Caldana, Sant’Andrea und Torre. Cocquio Trevisago liegt am Parco del Campo dei Fiore. Die Nachbargemeinden sind Azzio, Besozzo, Cuvio, Gavirate, Gemonio und Orino.

## Geschichte
Der Ort wird in den Statuten der Straßen und Gewässer des Contado di Milano von 1346 erwähnt und gehört zur Gemeinde Brebbia. Sie gehörte zu den Gemeinden, die zur Instandhaltung der Rho-Straße beitrugen (1346). In den Registern des Estimo des Herzogtums Mailand von 1558 und den nachfolgenden Aktualisierungen im 17. Jahrhundert war Trevisago noch in derselben Pfarrei enthalten.
Nach den Antworten auf die 45 Fragen von 1751 der II. Junta der Volkszählung wurde Trevisago zum glücklichen Andenken des Grafen Giulio Visconti Borromeo Arese belehnt, an den es jedes Jahr insgesamt 20 Lire und 5 Soldi als feudale Zählung und gepolsterte Abgabe zahlte.
Die Justiz wurde durch den Podestà von Gavirate ausgeübt. Der Gemeindekonsul leistete einen Eid auf die Strafbank des Vikariats von Seprio in Gallarate und zahlte 22 Soldi und 6 Denari pro Jahr.
Es gab weder einen allgemeinen noch einen besonderen Rat. Die einzigen Beamten waren der Kanzler, der Bürgermeister und der Konsul. Wenn Entscheidungen zu treffen waren, lud der Konsul die Familienoberhäupter nach vorheriger Ankündigung auf den öffentlichen Platz ein. Der Kanzler, der ein Jahresgehalt von 34 Lire erhielt, führte die öffentlichen Aufzeichnungen, bestehend aus dem Grundbuch und der jährlichen Lastenverteilung. Die Quittungen für die Zahlungen an die herzogliche Schatzkammer wurden vom Bürgermeister aufbewahrt.

## Bevölkerung
| Bevölkerungsentwicklung | Bevölkerungsentwicklung | Bevölkerungsentwicklung | Bevölkerungsentwicklung | Bevölkerungsentwicklung | Bevölkerungsentwicklung | Bevölkerungsentwicklung | Bevölkerungsentwicklung | Bevölkerungsentwicklung | Bevölkerungsentwicklung | Bevölkerungsentwicklung | Bevölkerungsentwicklung | Bevölkerungsentwicklung | Bevölkerungsentwicklung | Bevölkerungsentwicklung |
| ----------------------- | ----------------------- | ----------------------- | ----------------------- | ----------------------- | ----------------------- | ----------------------- | ----------------------- | ----------------------- | ----------------------- | ----------------------- | ----------------------- | ----------------------- | ----------------------- | ----------------------- |
| Jahr                    | 1751                    | 1805                    | 1853                    | 1881                    | 1901                    | 1921                    | 1951                    | 1971                    | 1991                    | 2001                    | 2011                    | 2014                    | 2019                    | 2021                    |
| Einwohner               | 653                     | 1011                    | * 1649                  | 2591                    | 2833                    | 3054                    | 2848                    | 4378                    | 4599                    | 4600                    | 4756                    | 4743                    | 4699                    | 4643                    |

- 1809 Fusion mit Gavirate

## Verkehr
Die Gemeinde liegt mit einem Bahnhof an der Bahnstrecke Saronno–Laveno. Durch die Gemeinde führt ferner die Staatsstraße 394.

## Sehenswürdigkeiten
- Pfarrkirche Purificazione della Beata Maria Vergine bewahrt das Gemälde Heiligen Jerome, Augustinus und Teresa von Avila von Pietro Gilardi (um 1721 und 1722).
- Der Turm von Trevisago.[2]